# Chieulles
Chieulles es una comuna francesa situada en el departamento de Mosela, en la región de Gran Este.

## Demografía
| 89 | 78 | 120 | 203 | 301 | 350 | 423 |
| Para los censos de 1962 a 1999 la población legal corresponde a la población sin duplicidades (Fuente: INSEE [Consultar]) |    |     |     |     |     |     |